# Paul Hilton
Paul Hilton (Oldham, 1970) è un attore britannico, attivo in campo teatrale, televisivo e cinematografico.

## Biografia
Ha studiato al Welsh College of Music & Drama e si è unito alla Royal Shakespeare Company, per cui ha recitato ne Il giardino dei ciliegi, Romeo e Giulietta e Riccardo III. Nel 2004 ha recitato con Helen Mirren ne Il lutto si addice ad Elettra, nel 2011 è stato il protagonista ne La tragica storia del Dottor Faust di Christopher Marlowe e nel 2018 ha interpretato E. M. Forster nella pièce in due parti The Inheritance. Proprio con The Inheritance ha fatto anche il suo esordio a Broadway nel 2019, ottenendo una candidatura al Tony Award al miglior attore non protagonista in un'opera teatrale. Nel 2022 ritorna sulle scene londinesi per recitare ne Lo zoo di vetro accanto ad Amy Adams.
È sposato con l'attrice Anastasia Hille e la coppia ha avuto un figlio.

## Filmografia

### Cinema
- Klimt, regia di Raúl Ruiz (2006)
- Cime tempestose (Wuthering Heights), regia di Andrea Arnold (2011)
- Lady Macbeth, regia di William Oldroyd (2016)

### Televisione
- Metropolitan Police - serie TV, 1 episodio (1997)
- Testimoni silenziosi - serie TV, 2 episodi (2004)
- Dalziel and Pascoe - serie TV, 2 episodi (2007)
- Robin Hood - serie TV, 2 episodi (2009)
- L'affondamento del Laconia - serie TV, 2 episodi (2011)
- Silk - serie TV, 4 episodi (2011)
- L'ispettore Barnaby - serie TV, 1 episodio (2011)
- Labyrinth - serie TV, 2 episodi (2012)
- Grantchester - serie TV, 1 episodio (2014)
- A Very English Scandal - serie TV, 1 episodio (2018)
- Slow Horses – serie TV, 4 episodi (2022)

## Riconoscimenti
- Drama Desk Award
  - 2020 – Miglior attore non protagonista in un'opera teatrale per The Inheritance
- Drama League Award
  - 2020 – Candidatura alla miglior performance per The Inheritance
- Premio Laurence Olivier
  - 2024 – Candidatura al miglior attore non protagonista per Un nemico del popolo
- Tony Award
  - 2020 – Candidatura per il miglior attore non protagonista in un'opera teatrale per The Inheritance

## Doppiatori
- Edoardo Stoppacciaro in Klimt
- Angelo Maggi in Lady Macbeth